# Bauhinia ungulata

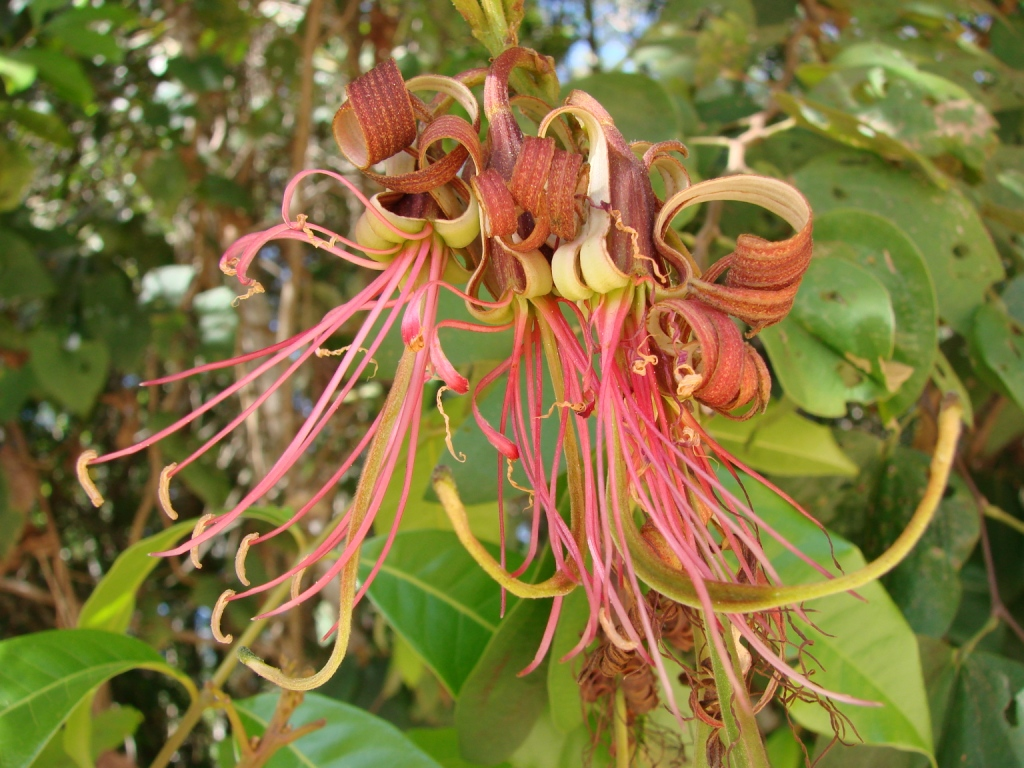
Bauhinia ungulata en el Parque nacional de Brasilia - Distrito Federal - Brasil.

bauhinia ungulata, llamada popularmente pata de venado o escalera de mono, es una especie de la familia de las fabáceas, originaria de México a Paraguay en América Central y América del Sur, sobre todo en zonas de abundante sol y pocas heladas. 

## Descripción
Es un arbusto o árbol que alcanza un tamaño de hasta 8 m de alto. Hojas caducifolias simples, ovadas a elípticas, de 5–12 cm de largo y 3–8 cm de ancho, lobuladas hasta aproximadamente la mitad de su longitud, ápice de los lóbulos agudo a redondeado, base cordada a redondeada, haz glabra, envés estrigoso o tomentuloso, cartáceas a subcoriáceas, 7–9-nervias. Las inflorescencias son de apariencia racemosa debido a la reducción de las hojas, flores en pares; hipanto cortamente tubular, de alrededor de 10 mm de largo; cáliz entre 30–40 mm de largo, separándose hasta el hipanto en 2–5 lóbulos espiralados; pétalos lineares a filiformes, 2–3 cm de largo, de color blanco; con 10 estambres, tan largos como los pétalos o más largos, los alternos ligeramente más cortos, blanco-verdosos tornándose rojizos con la edad; gineceo casi tan largo como los estambres, ovario tomentoso, ginóforo y estilo alargados, tomentulosos a glabros. 
El fruto es una vaina linear, 7–17 cm de largo y 0,7 a 1,3 cm de ancho, leñosa, puberulenta, de color café oscuro, dehiscente, ginóforo 2–3 cm de largo.

## Distribución y hábitat
Es originaria de América tropical, presente en clima cálido entre los 30 y los 550 metros. Crece asociada a bosques tropicales caducifolios y perennifolio, bosque espinoso y bosque de encino.

## Propiedades
En el Estado de México esta especie se usa como purgante y contra los parásitos (V. lombrices). Con la raíz de la planta se prepara un té contra la diarrea. Para las paperas se ocupa la planta completa, al natural, aplicada en forma de cataplasma.

## Taxonomía
Bauhinia ungulata fue descrito por Carlos Linneo  y publicado en Species Plantarum 1: 374. 1753.
Etimología
Bauhinia: nombre genérico nombrado en honor de los hermanos herboristas y botánicos suizos; Caspar (1560-1624) y Johann Bauhin  (1541-1613). El primero fue botánico y médico, autor de un índice de  nombres de plantas y sus sinónimos llamado Pinax Theatri botanici, y profesor de anatomía y botánica en la Universidad de Basilea, que distinguía entre género y especie, y fue el primero en establecer un sistema científico de la nomenclatura, mientras que el segundo fue coautor de la gran obra Historia Plantarum universalis, publicado cuarenta años después de su muerte.
ungulata: epíteto con el significado de ungulada, en referencia a la similitud de la hoja con la pezuña de los ungulados.
Sinonimia
- Bauhinia benthamiana Taub.
- Bauhinia cavanillei Millsp.
- Bauhinia galpinii N.E. Br. var. ungulata L.
- Bauhinia inermis (Cav.) Pers.
- Bauhinia inermis Forssk.
- Bauhinia inermis Perr.
- Bauhinia macrostachya Benth. Baker 1753
- Bauhinia unguiculata Sesse & Moc.
- Cansenia ungulata (L.) Raf.
- Pauletia inermis Cav. 2, 3, 4, 5, 6
- Pauletia ungulata (L.) A. Schmitz[5]